# Смаль Олег Петрович
Смаль Олег Петрович (нар. 7 грудня 1959) — український професійний карикатурист, журналіст (понад 10 тисяч публікацій), книжковий графік, живописець і скульптор. Живе і працює в Києві.

## Освіта
Закінчив архітектурний факультет Київського інженерно-будівельного інституту.

## Творчість
Працює в різних стилях — від авангарду до фотореалізму. З 1996 року його твори були візитною карткою газети «Дзеркало тижня».
Твори Олега Смаля зберігаються у музеях світу та приватних колекціях, зокрема, у Станіслава Лема, експрезидента Словаччини — Андрея Кіски, експрем'єр-міністра України Юлії Тимошенко, муфтія Духовного управління мусульман України Саїда Ісмагілова, послів США, Бельгії, Франції, Німеччини в Україні. Призер і переможець близько 40 міжнародних конкурсів графіки в Бельгії, Румунії, Україні, Ірані, Італії, Китаї, Південній Кореї, Росії, Франції, Японії. Роботи Олега Смаля настільки влучні, що одну з його робіт Сергій Ківалов назвав «тиском на ЦВК».
Виставка його робіт у середмісті Києва під час Революції Гідності стала дуже популярною та широко висвітлювалась у ЗМІ, але більшість виставлених робіт була знищена при спробі штурму Майдану спецпідрозділом «Беркут».
Олег Смаль — володар світового рекорду за сумою судового позову за газетну карикатуру. Свого часу суд Шевченківського району Києва зареєстрував позов на його карикатуру на суму 120 млрд грн. Він творить скульптури, картини й книжкову графіку, але перш за все відомий в Україні та за її межами як крутий політичний карикатурист. Протягом 25 років опублікував близько 15 000 своїх робіт.
Попри на те, що головним творчим напрямком Олега Смаля є карикатура, митець не припиняє свою роботу і в галузі журналістики.
Зараз працює куратором Муніципальної галереї мистецтв у Києві, та в журналі "Країна". .